# Marktplatz (Ruhland)
Der Marktplatz ist ein Platz in der Kleinstadt Ruhland im Landkreis Oberspreewald-Lausitz im Süden des Landes Brandenburg. Typisch ist die traufständige Orientierung der Gebäude mit Satteldach-Abschluss. Das Gebäudeensemble ist in der Denkmalliste des Landes Brandenburg eingetragen und steht in der Liste der Baudenkmale in Ruhland. Jeden Donnerstag findet ein Wochenmarkt statt. Weitere regelmäßige Veranstaltungen werden teils von der Stadt, teils von Vereinen organisiert und getragen. So ergeben sich Gelegenheiten, sich zu präsentieren und zu helfen, was einige Vereine regelmäßig tun.

## Geschichte

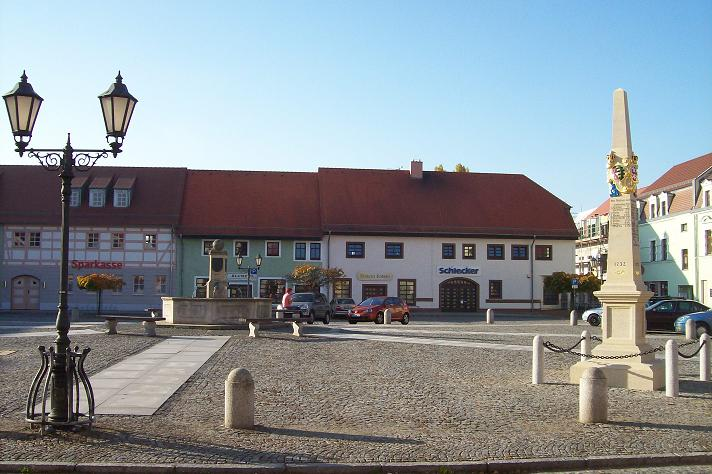
Kursächsische Postmeilensäule auf dem Markt

1511 erhielt Ruhland vom König Wladislaus von Böhmen das Recht, jeden Montag einen Wochenmarkt abzuhalten. Spätere deutsche Kaiser bestätigten und erweiterten das; im 16. Jahrhundert kam zur Erholung von Brandschäden das Recht dazu, zwei Viehmärkte und einen Jahrmarkt zu halten. Gegenwärtig findet ein Markttag wöchentlich statt.
Eine Kursächsische Postdistanzsäule wurde 1732 auf dem Marktplatz errichtet und diese 1830 wieder abgetragen.
1883 wurde der Marktplatz vollständig befestigt.
Der im Rahmen der Innenstadtsanierung neugestaltete Marktplatz wurde am 10. Dezember 1994 feierlich übergeben. Der Marktbrunnen wurde nach einem Entwurf von Reinhard Pfennig errichtet und am 14. Oktober 1995 eingeweiht. Zuvor gab es eine Bürgerbefragung zur Entscheidung zwischen sechs Entwürfen, darunter einer von Bildhauer Jürgen von Woyski.
Eine Nachbildung der Kursächsischen Postdistanzsäule von 1732 wurde am 13. Oktober 2012 auf dem Marktplatz eingeweiht.

## Regelmäßige Veranstaltungen

### Osterbrunnensingen
Ostersonnabend singt der Gemischte Chor Ruhland Frühlingslieder auf dem Marktplatz. Dazu wird der Marktbrunnen mit 25 m geflochtener Ranke geschmückt. Das erste Brunnensingen in Ruhland war am 29. März 1997.

### Schützenfest
Seit 1994 organisiert die Schützengesellschaft Ruhland 1345 e.V. an einem der Wochenenden vor oder zu Pfingsten ein Schützenfest im Schützenhausgarten, der Schützenhausplatz wird einbezogen. Das Schützenfest beginnt mit einem Umzug vom Markt zum Schützenhaus.

### Brunnenfest im Herbst
Seit 1995 gibt es im Herbst ein Brunnenfest mit einer Brunnenkönigin. Nach einer kurzen Pause lebte diese Veranstaltung 2014 wieder auf.

### Nachtwanderung
An der Postmeilensäule startet die von einem Stadtwächter (Andreas Peter aus Guben) geführte Nachtwanderung durch Ruhland, vorbei an denkmalgeschützten und sanierten Gebäuden, deren Geschichte erklärt wird. Die Nachtwanderung endet am Gutshof.

### Halloween-Umzug
Seit 2001 organisiert der Karnevalsclub Ruhland e.V. (KCR) am Reformationstag einen Festumzug vom Marktplatz zum Schützenhaus, wo dann das Hexenfeuer entzündet wird. Das zieht viele Besucher an: 1000 waren es 2008, doppelt so viele kamen 2015.

### Nikolaus-Shopping
Seit 2006 findet am Freitagabend vor dem 6. Dezember ein Nikolaus-Shopping statt. Die Veranstaltung entspricht einem kleinen Weihnachtsmarkt mit zusätzlich geöffneten Geschäften. Die Chöre der Stadt treten mit Adventsprogrammen auf.